# مرسيدس أيه أم جي
مرسيدس أيه أم جي هي فرع عالي الأداء في الشركة الألمانية مرسيدس بنز. يمتلك الفرع فريق مهندسين مستقلين ويقوم بتعديل سيارات أيه أم جي وصناعة أنواع محددة منها في مصانعه الخاصة. يقع المقر الرئيسي لمرسيدس أيه أم جي في افالترباخ، ولاية بادن فورتمبيرغ، في ألمانيا. كانت أيه أم جي في الأصل شركة هندسية مستقلة متخصصة في تحسين الأداء لسيارات مرسيدس. اشترت دايملر كرايسلر الحصة الأكبر من أيه أم جي في التسعينيات ثم أصبحت الشركة مملوكة بالكامل لدايملر في عام 2005. نماذج أيه أم جي تبدو أكثر هجومية وعدوانية وتملك مستوى أعلى من الأداء والتحكم والثبات واستخدام أكبر لألياف الكربون. تعتبر نماذج أيه أم جي أعلى أداءا وأغلى ثمنا من كل فئة من فئات مرسيدس بنز. يعتبر نظام ترقيم السيارات في أيه أم جي مخالفا لما لدى مرسيدس حيث تستخدم أيه أم جي نظام ترقيم مكون من رقمين لكن مرسيدس تستخدم نظام ترقيم مكون من ثلاثة أرقام مثلا مرسيدس أيه أم جي 63 حيث 63 هو رقم ثنائي.